# Фридрих, Александра Христиановна
Алекса́ндра Христиа́новна Фри́дрих (родилась 3 июня 1907 года, Мариец, Уржумский уезд, Вятская губерния, Российская империя — умерла после 1946 года, Йошкар-Ола, Марийская АССР, СССР) — советский деятель культуры, партийный работник. Заместитель директора Марийского областного архивного управления (1933—1935), директор Научно-краеведческого музея Марийской АССР (1937—1946). Член ВКП(б).

## Биография
Родилась 3 июня 1907 года в посёлке Мариец (ныне Мари-Турекского района Марий Эл) в семье рабочих стекольного завода «Мариец», переехавших на жительство в Марийский край из Саратова. Отец — художник по стеклу, уроженец Берлина, в России — с 17 лет, мать — родом из Риги Лифляндской губернии.
После смерти отца в 11 лет оставила учёбу в школе и начала трудовую деятельность. С 1920 года — член ВЛКСМ, в 1922—1923 годах обучалась в совпартшколе. В 1923—1928 годах — работа на производстве, общественная работа в бюро комсомольской организации. Член ВКП(б).
В 1930 году окончила Вятскую совпартшколу II ступени, направлена на работу в г. Арзамас Горьковского края. Затем по семейным обстоятельствам переведена учителем обществоведения в Хлебниковскую школу Мари-Турекского района Марийской автономной области. Здесь же работала заведующей райздравом, заведующей бюро жалоб райисполкома. В 1933 году вместе с семьёй переехала в п. Новый Торъял, где работала заведующей райздравом. В 1933—1935 годах — секретарь Президиума Марийской областной Контрольной комиссии, заместитель директора Марийского областного архивного управления. В 1935—1937 годах училась в Марийской коммунистической сельскохозяйственной школе.
С 1937 по 1946 год — директор Научно-краеведческого музея Марийской АССР (Национального музея Республики Марий Эл им. Т. Евсеева) (1937—1946). Одновременно была заместителем секретаря первичной партийной организации Наркомата просвещения МАССР.

## Семья
Замужем с 1933 года, муж — участник Великой Отечественной войны, погиб на Ленинградском фронте в 1942 году. Имела двух дочерей.

## Музейная деятельность
В 1937—1938 годах под руководством А. Х. Фридрих происходила реконструкция музея, а 20 января 1939 года он был открыт для посетителей. В этом время в помещении музея в 218 м² располагались отделы природы, истории и социалистического строительства, фонды насчитывали 5685 предметов. Было приобретено 38 видов пернатых, 7 млекопитающих, 9 муляжей древних животных. Велась экспедиционная работа: изучена растительность в зоне р. Пембы, обследована поверхность 5 курганов. Под руководством сотрудника отдела природы, кандидата биологических наук Б. П. Василькова была организована экспедиция по изучению съедобных грибов. Были открыты новые экспозиции, получены гербарии флоры Марийской АССР, составлены карты распространения растительности, грибов МАССР. Посещаемость музея составила 12 877 человек.
В 1940 году по инициативе А. Х. Фридрих было предложено провести реставрацию Замка Шереметевых в с. Юрино, организовать в нём Музей крепостного права, Краеведческому и художественному музеям Горьковской области имущество замка передать в распоряжение музея Марийской АССР, а Горьковскому управлению домами отдыха и санаториями — замок.
С началом Великой Отечественной войны в июле 1941 года музей прекратил свою работу, все его экспонаты были вывезены в Дом Суслопаровых с. Вятское Ронгинского (ныне Советского) района Марийской АССР.
В 1942 году работа музея была возобновлена, выделены средства на приобретение экспонатов. В 1943 году Марийский обком ВКП(б) и Совнарком МАССР выделили музею 3 комнаты для ведения деятельности. Развёртывается краеведческая работа, создаются музеи и кружки в школах. В это время сотрудниками музея был собран богатый материал по участникам боевых действий и труженикам тыла, проводилась работа со школьными краеведческими кружками и местными краеведами, были организованы передвижные выставки «Помощь фронту в творчестве местных художников», «Тыл на помощь фронту», «Сельское хозяйство в дни войны», «Изба-читальня в дни войны», началось создание отдела «Великая Отечественная война и участие в ней Марийской АССР».
В 1944—1946 годах в музее проводилась большая экспозиционно-выставочная и научно-просветительная работа. По инициативе А. Х. Фридрих в апреле 1946 года Совет Министров МАССР вынес постановление о передаче Научно-краеведческому музею Марийской АССР каменного здания бывшего арестного дома № 89 (ныне № 153) по улице Советской в г. Йошкар-Оле, где музей располагается до сих пор. Здание было двухэтажным, состояло из 11 комнат общей площадью 386 кв. метров, имело печное отопление. Первоначально оно было в аварийном состоянии, но затем его капитально отремонтировали к лету 1946 года. Приём посетителей возобновился 26 ноября 1946 года, в музее действовало три отдела: природы, социалистического строительства и Великой Отечественной войны.